# Zona Norte de Porto Alegre
A Zona Norte de Porto alegre (composta pelas subdivisões Zona Norte, Eixo Baltazar e Zona Noroeste) é uma zona de aproximadamente 23,02 km² que abrange os bairros Anchieta, Farrapos, Humaitá, Navegantes, São Geraldo, Boa Vista, Cristo Redentor, Higienópolis, Jardim Europa, Jardim Floresta, Jardim Lindóia, Jardim São Pedro, Passo D' Areia, Santa Maria Goretti, São João, São Sebastião, Vila Ipiranga,  Costa e Silva, Jardim Itu, Jardim Leopoldina, Parque Santa Fé, Passo Das Pedras, Rubem Berta. Nesta região moram 369.738 habitantes, o que gera uma densidade populacional de 6.930,42 habitantes por quilometro quadrado; a região apresenta uma renda média de 9,16 salários mínimos e sua característica principal é ser uma zona residencial fortemente industrializada e com zonas de comércio.

## História
A Zona Norte de Porto Alegre é uma das regiões mais diversas e dinâmicas da cidade, com uma rica história moldada pela urbanização, pela expansão industrial e pela formação de bairros residenciais. Historicamente, o desenvolvimento dessa área começou a ser impulsionado no século XX, especialmente a partir da década de 1940, com o Plano de Urbanização de Edvaldo Pereira Paiva, que visava criar vias de conexão para o crescimento da cidade. A Avenida Assis Brasil tornou-se um dos eixos principais de expansão, integrando bairros como Passo da Areia, São João e Jardim Lindóia, enquanto a instalação de indústrias e loteamentos residenciais ajudou a moldar a paisagem urbana. O bairro Navegantes, por exemplo, ganhou relevância desde o século XIX, quando se tornou um centro industrial. Foi também marcado pela Festa de Nossa Senhora dos Navegantes, uma tradição religiosa que persiste até hoje. O impacto urbano da construção da Ponte do Guaíba na década de 1950 também trouxe mudanças significativas para o bairro.
Outros bairros, como Jardim Lindóia e Higienópolis, surgiram como áreas residenciais planejadas, atraindo famílias de classe média e alta. Já localidades como Farrapos, Santa Maria Goretti e Rubem Berta abrigam populações de diferentes contextos socioeconômicos, refletindo a diversidade da região. Além disso, a região conhecida como 4º Distrito, que inclui partes dos bairros Humaitá, Navegantes e Farrapos, passou por uma revitalização recente e agora é reconhecida como um polo cultural e gastronômico, com foco em cervejarias artesanais e eventos artísticos, o que tornou-se um segundo polo boêmio em contraste aos bem consolidadados bairros boêmios da Cidade Baixa e Bom Fim na região central da cidade.

### Enchente de 2024
As enchentes de 2024 causaram danos significativos na Zona Norte de Porto Alegre, impactando infraestrutura, moradia e serviços essenciais. A região enfrentou inundações severas, especialmente nos bairros Humaitá e Farrapos, onde muitas casas foram destruídas, e a Arena do Grêmio teve o gramado completamente submerso, sendo posteriormente utilizada como abrigo para mais de 500 desabrigados. Além disso, a Avenida Castelo Branco, um importante eixo viário da cidade, sofreu desmoronamentos, complicando ainda mais a mobilidade urbana.
O Aeroporto Internacional Salgado Filho teve suas operações suspensas por vários dias devido à inundação, enquanto o corte no abastecimento de energia elétrica e água afetou mais de 20 bairros na região, exacerbando a crise humanitária. O nível do Rio Guaíba atingiu seu pico histórico, superando 5 metros acima do normal, agravando os alagamentos e danificando sistemas de proteção contra cheias.
Além disso, em Farrapos e Humaitá, alagamentos desabrigaram milhares, enquanto a falta de manutenção em infraestruturas agrava os riscos futuros. No total, 12 mil imóveis foram completamente destruídos na cidade, ampliando o déficit habitacional e revelando a necessidade de reavaliação das medidas de proteção contra cheias.

## Atrativos e infraestrutura
A região é caracterizada por bairros bem urbanizados, com acesso a importantes vias de trânsito como as avenidas Assis Brasil, Sertório e Baltazar de Oliveira Garcia, que conectam a Zona Norte a outras partes da cidade. Bairros como Cristo Redentor e Passo d’Areia são conhecidos por sua concentração de serviços médicos, incluindo hospitais e clínicas especializadas. Já os bairros como Jardim Europa e Boa Vista possuem infraestrutura residencial de alto padrão, com condomínios modernos e shoppings como o Iguatemi e o Bourbon Country.  Em bairros como Jardim Lindóia e Vila Ipiranga, há forte presença de áreas comerciais e centros de lazer, incluindo o Lindóia Tênis Clube e diversas praças, como a Praça Libanesa. Além disso, bairros como Sarandi e Rubem Berta têm recebido investimentos para melhoria de serviços públicos e transporte, embora ainda enfrentem desafios relacionados à mobilidade.
A Zona Norte de Porto Alegre conta com uma rede diversificada de hospitais e unidades de saúde que atendem a comunidade local, oferecendo desde cuidados gerais até especialidades avançadas. O Hospital Cristo Redentor, é um dos mais importantes da região e faz parte do Grupo Hospitalar Conceição (GHC); oferece atendimentos pelo Sistema Único de Saúde (SUS), incluindo emergências, internações e diversas especialidades médicas. O Hospital Banco de Olhos de Porto Alegre situado na Vila Ipiranga, é referência na área de oftalmologia no Rio Grande do Sul. O Hospital Nossa Senhora da Conceição também integrante do GHC, oferece serviços variados, como atendimento de urgência e emergência, além de especialidades médicas para adultos e crianças. É um dos maiores hospitais públicos da cidade e atende pelo SUS.
A infraestrutura educacional robusta da Zona Norte reflete seu papel como um dos principais centros de formação acadêmica e profissional de Porto Alegre, atraindo estudantes de várias partes da cidade e região metropolitana. No ensino superior, a região abriga polos de importantes universidades.  A Centro Universitário Leonardo da Vinci, com unidade em São Sebastião, oferece cursos técnicos, graduações e pós-graduações. A Universidade do Vale do Rio dos Sinos (UNISINOS) conta com um campus no bairro Três Figueiras, anexo ao Colégio Anchieta, as instalações contemplam diversos cursos das mais diversas áreas e conta com um mini centro comercial e uma biblioteca própria.
Entre os destaques, a Arena do Grêmio, localizada no bairro Farrapos, é um ícone moderno e um dos maiores estádios da América Latina. Com capacidade para mais de 60 mil pessoas, o estádio é palco de jogos do Grêmio Foot-Ball Porto Alegrense, além de eventos culturais e esportivos de grande porte. Desde sua inauguração em 2012, recebeu jogos da Copa América de 2019 e se consolidou como um espaço multifuncional reconhecido internacionalmente. Na região também está localizado o Estádio Passo d'Areia, oficialmente chamado de Estádio Francisco Novelletto Neto, localizado no bairro de mesmo nome, pertencente ao Esporte Clube São José. Inaugurado em 24 de março de 1940, o estádio é conhecido por sua relevância histórica e por abrigar partidas de futebol da equipe local, o São José, além de competições nacionais, como o Campeonato Brasileiro Série C.

Na região também está presente o Aeroporto Internacional Salgado Filho, é o maior e mais movimentado do Rio Grande do Sul, desempenhando um papel essencial na conexão do estado com o restante do Brasil e o mundo. Fundado na década de 1940, começou como Aeródromo de São João e foi renomeado em 1951 em homenagem a Joaquim Pedro Salgado Filho, um político e ministro da Aeronáutica. Atualmente, ele opera voos nacionais e internacionais, servindo como um importante hub logístico na região Sul e no Mercosul. Na região também estão presentes trêsestações ferroviárias da Trensurb, que ligam a região a região central de Porto Alegre e as demais cidades da região metropolitana, sendo elas as estações Anchieta,Aeroporto e Farrapos.